# Lavorazioni plastiche
Le lavorazioni plastiche si basano sul fenomeno per il quale applicando forze esterne si inducono in un materiale delle deformazioni plastiche, ovvero che permangono al cessare delle sollecitazioni, a differenza delle deformazioni elastiche, che invece scompaiono al cessare della sollecitazione.

## Classificazione
Le lavorazioni plastiche possono essere a caldo e a freddo.
Le lavorazioni a caldo includono:
- Fucinatura: generalmente detta forgiatura, sfrutta le proprietà plastiche di un materiale riscaldato sotto una notevole pressione trasmessa con un sol colpo o gradualmente, per fargli assumere la forma prestabilita. La fucinatura può essere fatta a mano o a macchina.
- Laminazione a caldo
- Estrusione
- Sinterizzazione

Le lavorazioni a freddo includono:
- Laminazione a freddo (rifinitura)
- Trafilatura
- Imbutitura
- Coniatura
- Piegatura